# Cuenca del río Yelcho
La cuenca del río Yelcho es el espacio natural comprendido por la cuenca hidrográfica del río Yelcho. La cuenca tiene un área de 11.600 km² aproximadamente, de los cuales 3900 km² se ubican en las comunas chilenas de Palena, Futaleufú y Chaitén de la región de Los Lagos y 7700 km² en la provincia de Chubut, por cierto, en los departamentos de Cushamen y Futaleufú. 
La parte chilena lleva el número 107 en el inventario de cuencas de Chile.: 56 
A partir de la década de los años 1970 se ha ampliado el concepto de cuenca hasta entender, ya en los primeros años del siglo XXI, una cuenca hidrográfica en lo que respecta a su definición espacial y funcional, como la unidad geopolítica y socioeconómica más apropiada y racional para el desarrollo integrado de los recursos de tierras y aguas asociados a la vegetación y en conjunto con los usuarios de nivel local y regional.: 17 

Cuenca del río Yelcho. La línea de trazos señala en forma aproximada el contorno del área de drenaje en Argentina.

## Límites
El río Yelcho desemboca en la costa continental de la Región de Los Lagos, frente al sector sur de la isla de Chiloé, y siguiendo el sentido de los punteros del reloj, limita al norte con la cuenca del río Chaitén, la del río Reñihue. El volcán Michinmahuida, que es también un glaciar, es la divisoria de aguas de las tres cuencas. Ya en territorio argentino, la cuenca binacional limita al norte con la cuenca del río Chubut, del río Gualjaina o río Tecka. Al sur limita con la cuenca del río Palena que también es binacional. Al sur de su desembocadura limita con varias cuencas del ítem 108 cuencas costeras entre río Yelcho y límite regional, entre ellas la del río Palvitad y la del Corcovado, el chileno que desemboca en el golfo Corcovado.
Sus extremos internacionales alcanzan las coordenadas geográficas 42°15′ S, 43°40′S, 70°55′W y 72°50′ O.

## Población y Regiones

División político-administrativa en torno a la cuenca del río Yelcho.

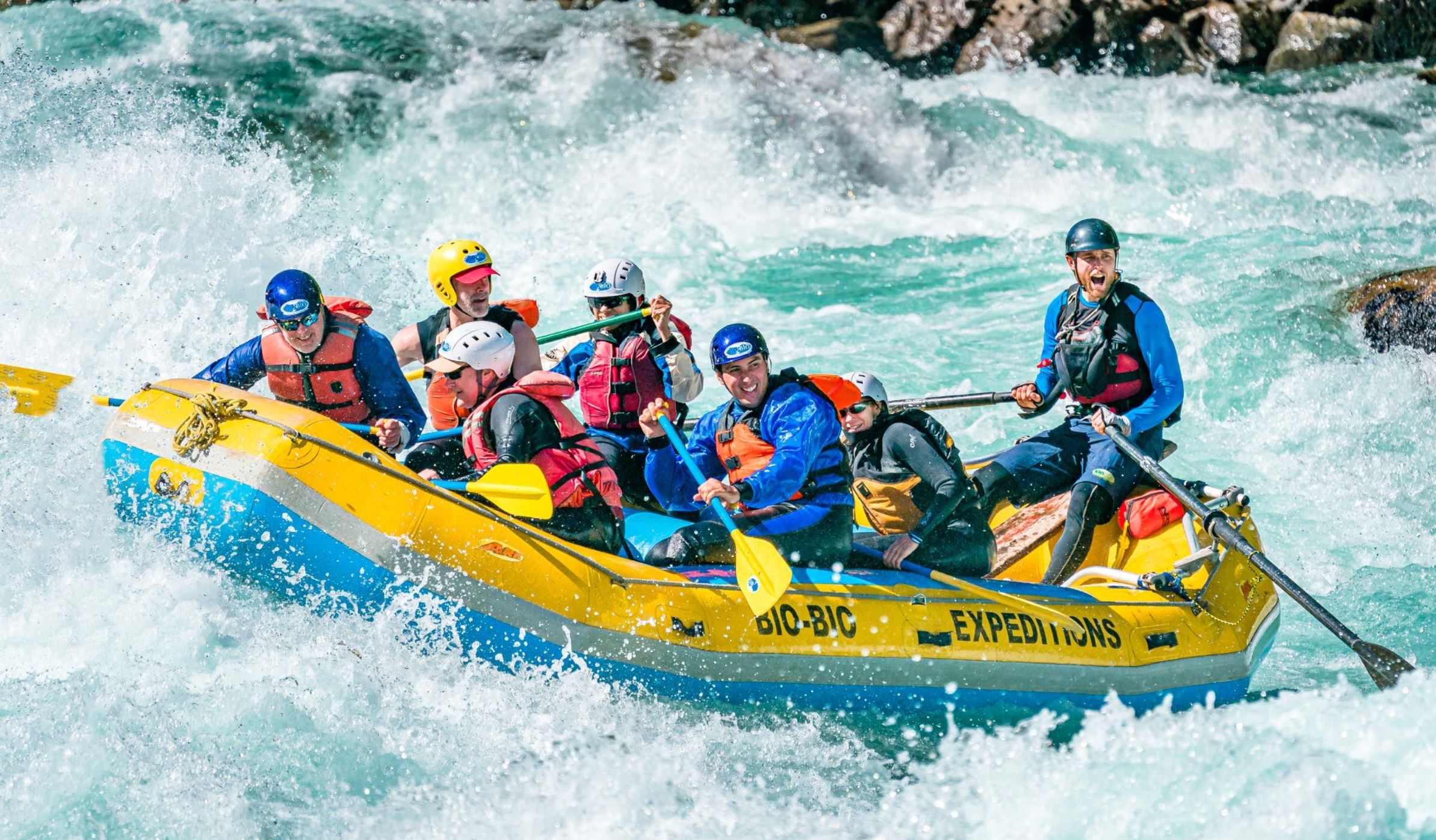
Rafting en el río Futaleufú.

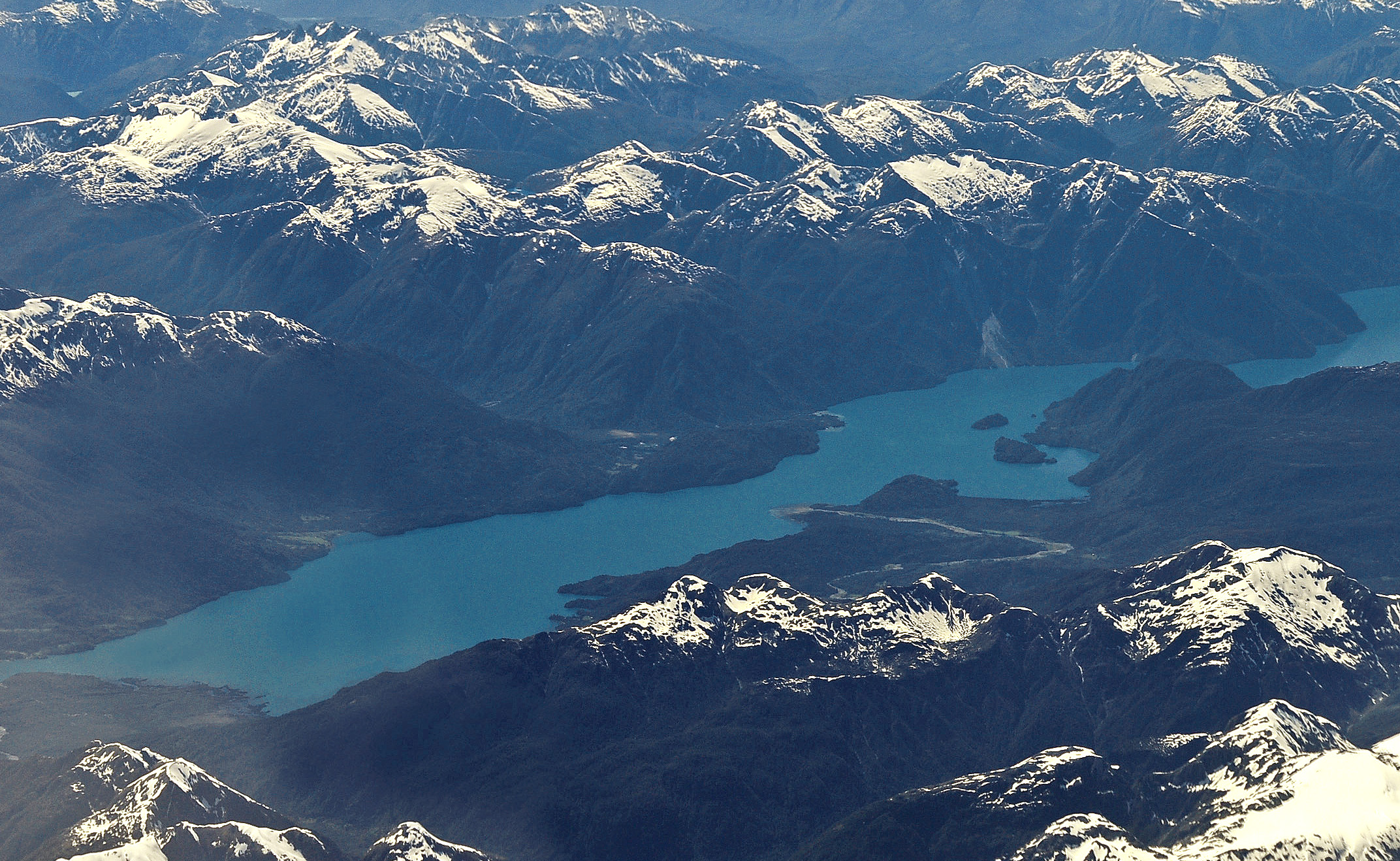
Vista aérea del lago Yelcho.

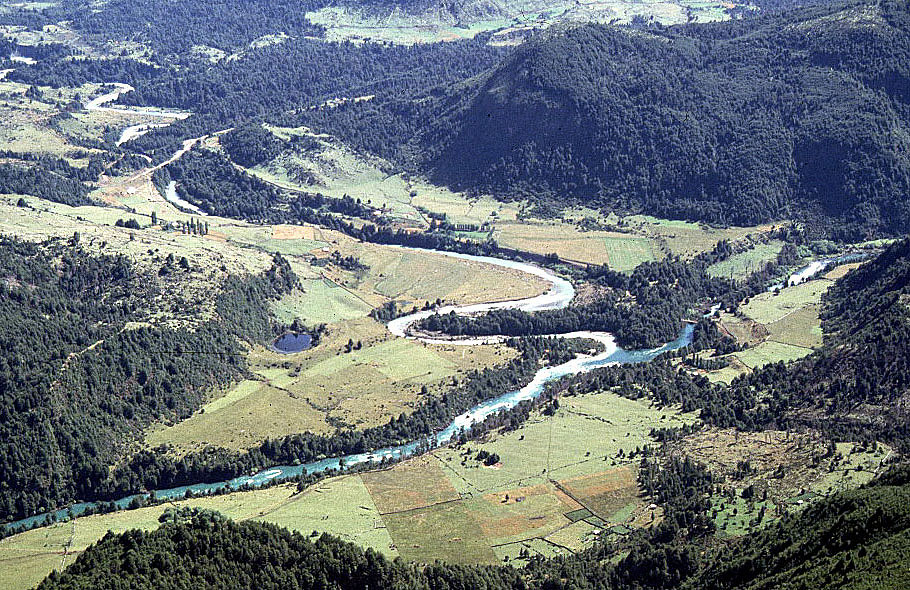
Confluencia de los ríos Futaleufú y Azul.

La parte chilena de la cuenca está ubicada dentro de los límites político-administrativos de la provincia de Palena en la Región de Los Lagos, en particular de las comunas de Chaitén, Futaleufú y Palena.
Es posible observar que la parte de la Comuna de Palena incluida en la hoya no esta poblada, por lo que su pertenencia a la hoya del río Yelcho es solo nominal sin aporte de población. Para las otras comunas se indica el aporte demográfico.
| Comuna de              | Área total km² | Área en la hoya km² | Porcentaje de área en la hoya | Población total |
| ---------------------- | -------------- | ------------------- | ----------------------------- | --------------- |
| Comuna de Palena       | 2.630          | 802                 | 30%                           | 2.126           |
| Comuna de Chaitén      | 8.253          | 2.051               | 25%                           | 3.740           |
| Comuna de Futaleufú    | 1.228          | 1.228               | 100%                          | 3.382           |
| Departamento Cushamen  |                |                     |                               | 17.134          |
| Departamento Futaleufú |                |                     |                               | 37.540          |

Futaleufú es el centro de población chileno más importante al interior de la cuenca y cuenta con tan solo 1153 habitantes en el área urbana, según lo indicado por el censo de población deb2012.: 62 
En Argentina se encuentran los centros poblados más grandes Esquel, Trávelin y Cholila.: 2 

## Subdivisiones
La Dirección General de Aguas subdivide o reúne las cuencas de Chile acorde a las necesidades de estudio y gestión. Existen dos inventarios que han logrado ser aceptados como principales, el inventario de cuencas del Banco Nacional de Aguas (BNA) de 1978, de mayor uso, y el inventario de cuencas del Departamento de Administración de Recursos Hídricos (DARH) de 2014 de mejor cartografía que ha obligado a redefinir algunos límites, a veces con cambios mayores, pero también por algunas redefiniciones del concepto de subcuenca.
Bajo el BNA el código del ítem es 107 y con el DARH es 1008.
La subdivisión del BNA es como sigue:
| Cuenca                | Sub- cuenca | Subsub- cuenca | Aguas                                                     | Área drenaje km² | Observaciones                                  |
| --------------------- | ----------- | -------------- | --------------------------------------------------------- | ---------------- | ---------------------------------------------- |
| 107 Río Yelcho (mapa) |             |                |                                                           |                  |                                                |
| 107                   | 1070        | 10700          | Río Blanco y río Espolón hasta desembocadura lago Espolón | 301              |                                                |
| 107                   | 1070        | 10701          | Lago Espolón y río Espolón en junta río Futaleufú         | 301              |                                                |
| 107                   | 1070        | 10702          | Río Futaleufú entre frontera y río Azulado                | 340              | Única conexión con área de drenaje trasandina. |
| 107                   | 1070        | 10703          | Río Futaleufú arriba río Azulado y río Azul               | 412              |                                                |
| 107                   | 1070        | 10704          | Río Futaleufú entre arriba río Azul y lago Yelcho         | 568              |                                                |
| 107                   | 1071        | 10710          | Lago Yelcho                                               | 845              |                                                |
| 107                   | 1071        | 10711          | Río Yelcho entre desagüe lago Yelcho y río Amarillo       | 498              |                                                |
| 107                   | 1071        | 10712          | Río Amarillo                                              | 611              |                                                |
| 107                   | 1071        | 10713          | Río Yelcho entre río Amarillo y desembocadura             | 209              |                                                |
| total:                | 2           | 9              | Región: X (100%) / Tipo: Exorreica / Desemb.: O. Pacífico | 4085             |                                                |

La disposición de cuencas en el inventario DARH es la siguiente:
| Código      | Nombre                                            | Código en mapa    | Tipología de cuenca | Vertiente de cuenca | Origen de cuenca  | Temperatura media anual (C°) | Temperatura máxima (C°) | Temperatura mínima (C°) | Precipitación anual (mm) | Número de estaciones fluviométricas | Número de estaciones pluviométricas | Área (km²)        |
| ----------- | ------------------------------------------------- | ----------------- | ------------------- | ------------------- | ----------------- | ---------------------------- | ----------------------- | ----------------------- | ------------------------ | ----------------------------------- | ----------------------------------- | ----------------- |
| 1008        | Cuenca Río Yelcho                                 | Cuenca Río Yelcho | Cuenca Río Yelcho   | Cuenca Río Yelcho   | Cuenca Río Yelcho | Cuenca Río Yelcho            | Cuenca Río Yelcho       | Cuenca Río Yelcho       | Cuenca Río Yelcho        | Cuenca Río Yelcho                   | Cuenca Río Yelcho                   | Cuenca Río Yelcho |
| 100800      | Río Yelcho                                        | 0                 | Exorreica           | Pacífico            | Pluvial           | 8.3                          | 18.3                    | 0.6                     | 2213.3                   | 0                                   | 0                                   | 529.2             |
| 10080000    | Río Michimahuida                                  | 32                | Exorreica           | Pacífico            | Pluvial           | 6.8                          | 17.6                    | -1.3                    | 1880.0                   | 0                                   | 0                                   | 631.0             |
| 10080001    | Río Amarillo                                      | 33                | Exorreica           | Pacífico            | Pluvial           | 7.2                          | 17.6                    | -0.7                    | 2019.8                   | 0                                   | 0                                   | 197.2             |
| 10080100    | Lago Yelcho y Río Futaleufú                       | 34                | Exorreica           | Pacífico            | Pluvial           | 7.1                          | 18.1                    | -1.4                    | 1780.2                   | 3                                   | 2                                   | 565.1             |
| 1008010000  | Compartida                                        | 35                | Exorreica           | Pacífico            | PluvioNival       | 4.2                          | 15.9                    | -4.5                    | 1221.6                   | 0                                   | 0                                   | 7292.2            |
| 1008010001  | Río Malito                                        | 36                | Exorreica           | Pacífico            | Pluvial           | 6.5                          | 17.6                    | -2.1                    | 1586.9                   | 0                                   | 0                                   | 492.6             |
| 1008010002  | Río Azul                                          | 37                | Exorreica           | Pacífico            | Pluvial           | 5.8                          | 17.1                    | -2.8                    | 1545.6                   | 0                                   | 0                                   | 199.8             |
| 1008010003  | Lago Espolón y Río Espolón en junta Río Futaleufú | 38                | Exorreica           | Pacífico            | Pluvial           | 6.4                          | 17.9                    | -2.4                    | 1542.2                   | 1                                   | 1                                   | 349.6             |
| 10080100030 | Río Blanco                                        | 39                | Exorreica           | Pacífico            | Pluvial           | 5.8                          | 17.1                    | -2.8                    | 1550.8                   | 0                                   | 0                                   | 300.8             |
| 1008010004  | Lago Yelcho                                       | 40                | Exorreica           | Pacífico            | Pluvial           | 7.1                          | 18.1                    | -1.4                    | 1780.2                   | 3                                   | 2                                   | 846.2             |

## Hidrología

Diagrama unifilar de la cuenca del río Yelcho.

### Red hidrográfica
Los cuerpos de agua considerados en esta categoría son:
Además, se observan en el lado chileno un total de 76 lagunas menores al interior de la cuenca, entre ellas el lago Yelcho (118,2 km²), laguna Espolón (14,2 km²), lago Lonconao (2,61 km²), laguna del Noreste (1,94 km²).: 58 

### Caudales y régimen
Las precipitaciones en el lado chileno van desde 7.000 mmm a 2.000 mm anuales.: 55 
Según los caudales medidos en las estaciones río Futaleufú en Futaleufú, río Futaleufú ante junta con río Malito y río Yelcho en desagüe Lago Yelcho, los años húmedos la hoya tiene un régimen pluvial con excepción de la estación río Futaleufú en Futaleufú, que tiene un régimen nivo-pluvial en que a las subidas provocadas por las lluvias invernales se le suman las subidas por deshielos de primavera. En los años secos, en toda las estaciones fluviométricas se observa un régimen pluvio-nival.: 56–57 

### Glaciares
El inventario público de glaciares de Chile 2022 consigna un total de 718 glaciares en la cuenca, de los cuales 710 no tienen nombre. El área total cubierta es de 116,09 km² y se estima el volumen de agua almacenada en los glaciares en 3.53 km³. El inventario señala los 8 con nombre propio como "Volcán Michinmahuida" y les agrega los números 1, 4, 5, 11, 12, 14, 15 y 17 para distinguirlos. El de mayor área es el número 1 con 13,5 km².

## Clima

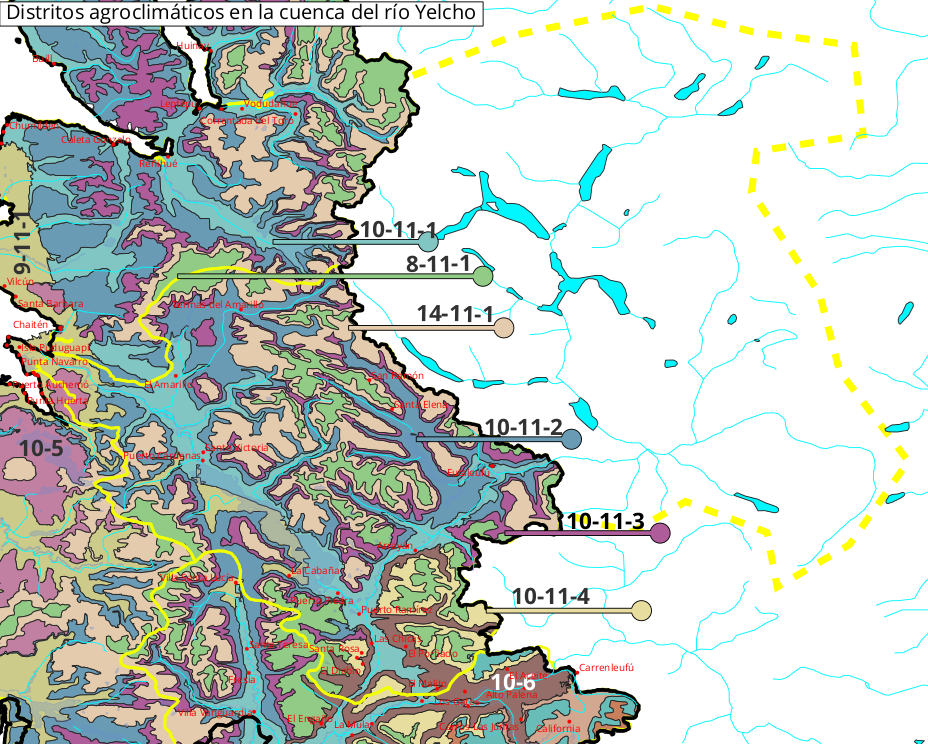
Distritos agroclimáticos chilenos en la cuenca. En amarillo los límites de las cuencas.

El Atlas agroclimático de Chile distingue 7 distritos agroclimáticos en la parte chilena de la cuenca:
- 9-11-1  Templado cálido mesotermal con régimen de humedad hídrico (Cfb1Hi). La temperatura oscila entre un máximo de enero de 19,6 °C y un mínimo de julio de 1,7 °C. Tiene un promedio de 137 días consecutivos libres de heladas. En el año se registra un promedio de 57 heladas. El periodo de temperaturas favorables a la actividad vegetativa dura 5 meses. Registra anualmente 517 días grado y 1.665 horas de frio acumuladas hasta el 31 de julio. La precipitación media anual es de 3.223 mm y un periodo seco de 0 meses, con un déficit hídrico de 0 mm/año. El período húmedo dura 12 meses durante los cuales se produce un excedente hídrico de 2.376 mm.
- 10-5  Templado frío con régimen de humedad Hídrico (CfcHi). La temperatura oscila entre un máximo de enero de 17 °C y un mínimo de julio de 2,1 °C. Tiene un promedio de 61 días consecutivos libres de heladas. En el año se registra un promedio de 65 heladas. El período de temperaturas favorables a la actividad vegetativa dura 3 meses. Registra anualmente 275 días grado y 1.832 horas de frio acumuladas hasta el 31 de julio. La precipitación media anual es de 3.686 mm y un período seco de 0 meses, con un déficit hídrico de 0 mm/año. El período húmedo dura 12 meses durante los cuales se produce un excedente hídrico de 2.983 mm.
- 10-11-2  Templado frío con régimen de humedad Hídrico (CfcHi). La temperatura oscila entre un máximo de enero de 18,1 °C y un mínimo de julio de 1,6 °C. Tiene un promedio de 84 días consecutivos libres de heladas. En el año se registra un promedio de 72 heladas. El período de temperaturas favorables a la actividad vegetativa dura 3 meses. Registra anualmente 334 días grado y 1.794 horas de frio acumuladas hasta el 31 de julio. La precipitación media anual es de 3.020 mm y un período seco de 0 meses, con un déficit hídrico de 0 mm/año. El período húmedo dura 12 meses durante los cuales se produce un excedente hídrico de 2.245 mm.
- 10-11-1  Templado cálido mesotermal con régimen de humedad Per Húmedo (Cfb1pH). La temperatura oscila entre un máximo de enero de 19,3 °C y un mínimo de julio de 1,1 °C. Tiene un promedio de 146 días consecutivos libres de heladas. En el año se registra un promedio de 65 heladas. El período de temperaturas favorables a la actividad vegetativa dura 5 meses. Registra anualmente 505 días grado y 1.752 horas de frio acumuladas hasta el 31 de julio. La precipitación media anual es de 2.477 mm y un período seco de 0 meses, con un déficit hídrico de 2 mm/año. El período húmedo dura 11 meses durante los cuales se produce un excedente hídrico de 1.645 mm.
- 10-11-3  Templado frío con régimen de humedad Hídrico (CfcHi). La temperatura oscila entre un máximo de enero de 16,2 °C y un mínimo de julio de 0,6 °C. Tiene un promedio de 0 días consecutivos libres de heladas. En el año se registra un promedio de 119 heladas. El período de temperaturas favorables a la actividad vegetativa dura 1 meses. Registra anualmente 205 días grado y 1.800 horas de frio acumuladas hasta el 31 de julio. La precipitación media anual es de 3.118 mm y un período seco de 0 meses, con un déficit hídrico de 0 mm/año. El período húmedo dura 12 meses durante los cuales se produce un excedente hídrico de 2.367 mm.
- 14-11-1  Tundra (ET). La temperatura oscila entre un máximo de enero de 13,6 °C y un mínimo de julio de -1,1 °C. Tiene un promedio de 0 días consecutivos libres de heladas. En el año se registra un promedio de 166 heladas. El período de temperaturas favorables a la actividad vegetativa dura 0 meses. Registra anualmente 116 días grado y 1.800 horas de frio acumuladas hasta el 31 de julio. La precipitación media anual es de 3.488 mm y un período seco de 0 meses, con un déficit hídrico de 0 mm/año. El período húmedo dura 12 meses durante los cuales se produce un excedente hídrico de 2.704 mm.
- 10-11-4  Tundra (ET). La temperatura oscila entre un máximo de enero de 15,6 °C y un mínimo de julio de -1,2 °C. Tiene un promedio de 0 días consecutivos libres de heladas. En el año se registra un promedio de 174 heladas. El período de temperaturas favorables a la actividad vegetativa dura 0 meses. Registra anualmente 175 días grado y 1.800 horas de frio acumuladas hasta el 31 de julio. La precipitación media anual es de 2.277 mm y un período seco de 0 meses, con un déficit hídrico de 8 mm/año. El período húmedo dura 11 meses durante los cuales se produce un excedente hídrico de 1.438 mm.

|  |  |

Los diagramas Walter Lieth muestran con un área azul los periodos en que las precipitaciones sobrepasan la cantidad de agua que el calor del sol evapora en el mismo lapso de tiempo, (un promedio de 10 °C mensuales evaporan 20 mm de agua caída) dejando un clima húmedo. Por el contrario, las zonas amarillas indican que durante ese tiempo el agua caída puede ser evaporada por el calor del sol. El área gris señala meses muy húmedos.

## Actividades económicas
Entre las actividades económicas en el lado chileno sobresalen la actividad turística y la piscicultura en el lago Yelcho. Sin embargo, la cuenca tiene un gran potencial de generación de energía eléctrica.: 62 
En el lado argentino se observan actividades de ganadería, turismo y forestal.: 2 
En la cuenca se encuentran dos centrales hidroeléctricas, la central hidroeléctrica Río Azul en el lado chileno y el complejo hidroeléctrico Futaleufú en el lado argentino.

## Áreas bajo protección oficial y conservación de la biodiversidad
En Chile, las áreas bajo protección oficial pertenecientes al Sistema Nacional de Áreas Silvestres Protegidas por el Estado (SNASPE) que se emplazan en la cuenca corresponden a:: 66 
- Parque nacional Corcovado ubicado en la comuna de Chaitén, posee una superficie de 2.096 km². Este parque se caracteriza por la presencia de bosques lluviosos templados únicos en el mundo y formaciones vegetales que carecen de representación en el SNASPE Regional.
- Reserva nacional Futaleufú, ubicada en la comuna de comuna de Futaleufú, con una superficie de 120 km², caracterizada por su abundante flora nativa.

También se encuentran el parque Pumalín y bien nacional protegido El Ventisquero.: 67 
En Argentina se encuentra el parque nacional Los Alerces con ejemplares de edad estimada de 3000 años.: 1 